# Abcoude, Proosdij en Aasdom
Het waterschap Abcoude, Proosdij en Aasdom was een klein waterschap in de Nederlandse provincie Utrecht in de gemeente Abcoude.